# Вахтино (Даниловский район)
Вахтино — село в Даниловском районе Ярославской области России, входит в состав Даниловского сельского поселения, относится к Вахтинскому сельскому округу. 

## География
Расположено в 14 км на запад от райцентра города Данилова.

## История
С XVII века село принадлежало ярославскому роду дворян Шубиных. Каменный храм во имя Успения Пресвятой Богородицы с ярусной колокольней был построен в 1768 году на средства помещика Ивана Алексеевича Шубина.   Престолов было три: во имя Успения Пресвятой Богородицы; во имя Толгской иконы Божией Матери; во имя святителя Николая, архиепископа Мир Ликийских, чудотворца. 
В конце XIX — начале XX века село являлось центром Халезевской волости Даниловского уезда Ярославской губернии.
С 1929 года село являлось центром Вахтинского сельсовета Даниловского района, с 2005 года — в составе Даниловского сельского поселения.

## Население
| 1859 | 2002 | 2007 | 2010 |
| ---- | ---- | ---- | ---- |
| 110  | ↘69  | ↘60  | ↘48  |

## Достопримечательности
В селе расположена недействующая Церковь Успения Пресвятой Богородицы (1768).